# Bergkrystallen Station
Bergkrystallen Station (Bergkrystallen stasjon) er en metrostation, der er endestation for Lambertseterbanen på T-banen i Oslo. Stationen er opkaldt efter gaden af samme navn og ligger i den sydlige del af Lambertseter.
Stationen åbnede, da Lambertseterbanen blev etableret som sporvej i 1957. I 1966 ombyggedes banen til T-banen. Der var efterfølgende planer om at forlænge T-banen videre mod syd til Mortensrud, og både Lambertseterbanen og Østensjøbanen blev overvejet som muligheder. Til slut valgte man dog at forlænge Østensjøbanen fra dens hidtidige endestation, Skullerud. Var Lambertseterbanen blevet valgt, kunne Bergkrystallen være blevet nedlagt, da nabostationen Munkelia var et bedre udgangspunkt.
Indtil 2010 gik linje 1 også til Bergkrystallen og brugte da som oftest det højre spor set fra tunnelens åbning, mens linje 4 plejede at bruge det andet. Efter at linje 1 blev indstillet midlertidigt 15. marts 2010, har linje 4 imidlertid været den eneste linje til at betjene Bergkrystallen og bruger nu kun det højre spor. Driften på linje 1 blev genoptaget 6. december 2010, men da var den blevet omlagt til Ellingsrudåsen. Det venstre spor stod derfor ubenyttet hen i de efterfølgende år. Efter en omlægning af linjenettet 3. april 2016 vendte linje 1 imidlertid tilbage til Bergkrystallen.